# Софія Майлс
Софія Джейн Майлс (англ. Sophia Jane Myles, нар. 18 березня 1980) — англійська акторка. Відома як виконавиця ролі Еріки у фільмах «Інший світ» (2003), «Інший світ: Еволюція» (2006), Ізольди — в «Трістан та Ізольда» (2006), мадам де Помпадур у «Докторі Хто» (2006), Фреї — у фільмі «Вікінги». Лауреатка шотландської премії БАФТА 2007 року.

## Біографія
Майлс народилася в Лондоні. Її мати Джейн (до шлюбу Аллан) працює в освітньому видавництві; батько Пітер Р. Майлс — священник у минулому. Бабуся по материнській лінії була росіянкою, тому Майлс ставиться до себе, як «наполовину валлійського походження, наполовину росіянка». Виросла в районі Ноттінг-Гілл, в якому відвідувала початкову школу Фокс. В 11 років переїхала з сім'єю в Айлворт і навчалась у школі для дівчат. Планувала вивчати філософію в Кембриджі, але вирішила продовжити акторську кар'єру після того, як її помітив Джуліан Феллоуз у шкільному спектаклі.
Майлс зустрічалася з актором Чарльзом Денсом зі зйомок фільму «Життя і пригоди Ніколаса Ніклбі». У 2005—2007 зустрічалася з актором Девідом Теннантом, з яким знімалася в серіалах «Війна Фойла» і «Доктор Хто». З 2005 проживає в районі Грін-парку, Лондон. Деякий час ходили чутки, що акторка зустрічалася з Полом Вілсоном, басистом рок-гурту Snow Patrol, поки Майлс не оголосила на телешоу «Найпізніше шоу з Крейгом Фергюсоном», що вона ні з ким не зустрічається.
27 вересня 2014 року Майлс народила сина Люка.

## Кар'єра

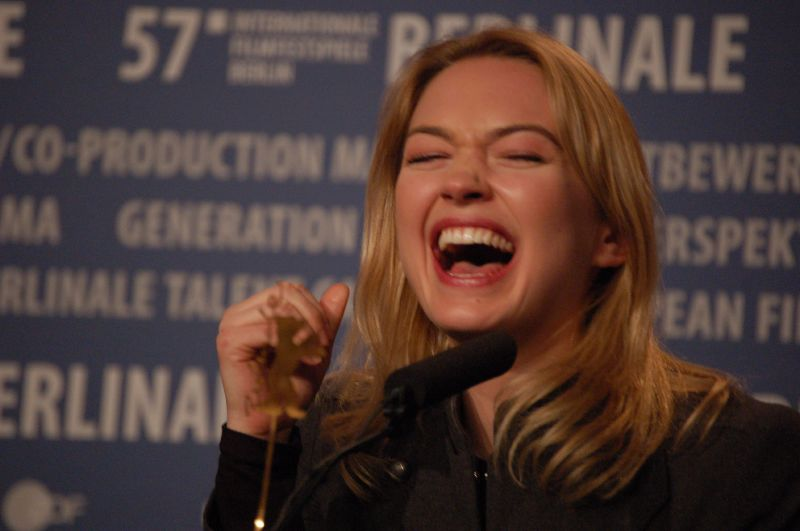
Майлс на Берлінале, 2007 рік.

З 1996 року Майлс з'явилася в ряді фільмів і телевізійних постановках. У 2001 році отримала невелику роль Вікторії Ебберлін у трилері «Із пекла». Отримала другорядну роль у фільмі 2003 року «Інший світ» і його продовженні «Інший світ: Еволюція» (2006). У 2003 році знялася у трилері «Мертві у воді» та зіграла Леді Пенелопу у фільмі «Передвісники бурі». У 2006 році зіграла Ізольду в романтичній драмі «Трістан та Ізольда».
Майлс з'явилася в ролі мадам де Помпадур у «Докторі Хто» (2006), в епізоді «Дівчина у каміні». Епізод номінований на премію «Неб'юла» і виграв премію «Г'юґо». У 2007 році зіграла Фрею у фантастичному фільмі «Вікінги».
У 2014 році з'явилася в фільмі «Трансформери: Час вимирання».

## Фільмографія
| Рік       |    | Українська назва                | Оригінальна назва                            | Роль                             |
| --------- | -- | ------------------------------- | -------------------------------------------- | -------------------------------- |
| 1996      | с  | Принц і злидар                  | The Prince and the Pauper                    | Леді Джейн Ґрей (4 епізоди)      |
| 1998      | с  | Велика жінка                    | Big Women                                    | Шапран (1 епізод)                |
| 1999      | ф  | Менсфілд-парк                   | Mansfield Park                               | Сьюзен Прайс                     |
| 1999      | ф  | Готель «Парадізо»               | Guest House Paradiso                         | Розпусна дріада                  |
| 1999      | с  | Олівер Твіст                    | Oliver Twist                                 | Агнес Флемінг (2 епізоди)        |
| 2000      | с  |                                 | Close & True                                 | Мері Джеймс (1 епізод)           |
| 2001      | тф | Життя і пригоди Ніколаса Ніклбі | The Life and Adventures of Nicholas Nickleby | Кейт Ніклбі                      |
| 2001      | ф  | Із пекла                        | From Hell                                    | Вікторія Еберлайн                |
| 2001      | с  | Стукіт серця                    | Heartbeat                                    | Гетер Конвей (1 епізод)          |
| 2002      | ф  | Клуб викрадачів                 | The Abduction Club                           | Анн Кеннеді                      |
| 2002      | с  | Війна Фойла                     | Foyle's War                                  | Сьюзен Гаскойн (1 епізод)        |
| 2003      | ф  | Інший світ                      | Underworld                                   | Еріка                            |
| 2003      | с  | Скоро буде                      | Coming Up                                    | Ніна (1 епізод)                  |
| 2003      | ф  | Поза грою                       | Out of Bounds                                | Луїза Томпсон                    |
| 2004      | ф  | Провісники бурі                 | Thunderbirds                                 | Леді Пенелопа Крейтон-Ворд       |
| 2005      | с  |                                 | Colditz                                      | Ліззі Картер (2 епізоди)         |
| 2006      | ф  | Інший світ: Еволюція            | Underworld: Evolution                        | Еріка                            |
| 2006      | ф  | Трістан та Ізольда              | Tristan + Isolde                             | Ізольда                          |
| 2006      | с  | Міс Марпл                       | Agatha Christie's Marple                     | Ґвенда Галлідей (1 епізод)       |
| 2006      | ф  | Таємниця школи мистецтв         | Art School Confidential                      | Одрі                             |
| 2006      | с  | Прикриття-Один: Фактор Аїда     | Covert One: The Hades Factor                 | Софі Амсден (2 епізоди)          |
| 2006      | с  | Доктор Хто                      | Doctor Who                                   | Ренет (1 епізод)                 |
| 2006      | с  | Масовка                         | Extras                                       | адвокатка (1 епізод)             |
| 2006      | тф | Дракула                         | Dracula                                      | Люсі Вестенра                    |
| 2007      | ф  | Голлем Фоу                      | Hallam Foe                                   | Кейт                             |
| 2007—2008 | с  | Місячне світло                  | Moonlight                                    | Бет Тернер (16 епізодів)         |
| 2008      | ф  | Вікінги                         | Outlander                                    | принцеса Фрея                    |
| 2009      | ф  |                                 | Etienne!                                     | Софія Майлс                      |
| 2010      | с  | Примари                         | Spooks                                       | Бет Бейлі (8 епізодів)           |
| 2012      | кф | Сонячний ранок                  | A Sunny Morning                              | Грейс                            |
| 2013      | ф  | Ґаллоуз-Гілл                    | Gallows Hill                                 | Лорен                            |
| 2014      | ф  | Трансформери: Час вимирання     | Transformers: Age of Extinction              | Дарсі Тиррел                     |
| 2014      | ф  | Блеквуд                         | Blackwood                                    | Рейчел Маршал                    |
| 2014      | с  | Перетинаючи межу                | Crossing Lines                               | Д-р Анна Кларк (2 епізоди)       |
| 2014      | с  | Наш зоопарк                     | Our Zoo                                      | Леді Кетрін Лонгмор (6 епізодів) |
| 2018      | кф | Два слова                       | Two Words                                    | Вікторія                         |
| 2018      | тф |                                 | Firestorm                                    | Лора / Оперативник 19 (голос)    |
| 2019      | кф | Перше листопада                 | November 1st                                 | Керолайн                         |
| 2020      | ф  |                                 | Listen                                       | Енн Пейн                         |
| 2018—2021 | с  | Відкриття відьом                | A Discovery of Witches                       | Ребека Бішоп (8 епізодів)        |
| 2021      | ф  |                                 | Lockdown Love                                | Бет                              |
| 2021      | ф  |                                 | Decrypted                                    | Бет Барнс                        |
| 2021      | кф |                                 | All That Glitters                            | Маргарет                         |
| 2021      | с  | Дуже британський скандал        | A Very British Scandal                       | Луїза Кемпбелл (2 епізоди)       |
| 2022      | кф |                                 | Disarm                                       | Меган                            |
| 2023      | с  | Мовчазний свідок                | Silent Witness                               | Лейні Кессіді (2 епізоди)        |

### Музичні відео
2001 — «Love Won't Work (If We Don't Try)», Ронан Кітінг

## Нагороди і номінації
Станом на  01.11.2020
| Рік  | Нагорода                       | Організація                     | Номінація                                                 | Фільм             | Результат |
| ---- | ------------------------------ | ------------------------------- | --------------------------------------------------------- | ----------------- | --------- |
| 2020 | Overcome Film Festival Award   | Overcome Film Festival          | Найкраща акторка другого плану в короткометражному фільмі | «Перше листопада» | Перемога  |
| 2019 | IOWF Award                     | International Online Web Fest   | Найкраща акторка                                          | «Два слова»       | Перемога  |
| 2007 | БАФТА Шотландія                | BAFTA Awards, Scotland          | Найкраща акторка                                          | «Голлем Фоу»      | Перемога  |
| 2007 | British Independent Film Award | British Independent Film Awards | Найкраща акторка                                          | «Голлем Фоу»      | Номінація |